# Liste der Nummer-eins-Hits in Belgien (2022)
Dies ist eine Liste der Nummer-eins-Hits in Belgien im Jahr 2022. Für die niederländischsprachigen Landesteile (Flandern) und die französischsprachigen Landesteile (Wallonie) werden getrennte Charts ermittelt. Veröffentlicht werden die Charts von Ultratop, das auf Initiative der Belgian Entertainment Association (BEA), der Vereinigung der Musik-, Film- und Spieleindustrie des Landes, entstanden ist.

## Flandern

### Singles
| ← 2021 ← | Liste der Nummer-eins-Hits in Belgien (Flandern) | Liste der Nummer-eins-Hits in Belgien (Flandern) | Liste der Nummer-eins-Hits in Belgien (Flandern) | 2023 → |
| \| Zeitraum \| Wo. ges. \| Interpret \| Titel Autor(en) \| Zusätzliche Informationen \| \| (Zeitraum, Wochen auf Platz eins, Interpret, Titel, Autor[en], zusätzliche Informationen) \| \| \| \| \| \| ----------------------------------------------------------------------------------------- \| -------- \| ---------------------------- \| ---------------------------------------------------------------------------------------------------------------------------------------------------------------------------------------------------------------------------------------------- \| --------------------------------------------------------------------------------------------------------------------------------------------------------------------- \| \| 1. Januar 2022 – 7. Januar 2022 1 Woche \| 1 \| Elton John & Ed Sheeran \| Merry Christmas Edward Christopher Sheeran, Elton John \| – \| \| 8. Januar 2022 – 21. Januar 2022 2 Wochen (insgesamt 11) \| 11 \| Adele \| Easy on Me Gregory Allen Kurstin, Adele Laurie Blue Adkins \| – \| \| 22. Januar 2022 – 28. Januar 2022 1 Woche (insgesamt 2) \| 2 \| Stromae \| L’enfer Paul Van Haver \| – \| \| 29. Januar 2022 – 4. März 2022 5 Wochen \| 5 \| Meau \| Dat heb jij gedaan Meau Hewitt \| – \| \| 5. März 2022 – 11. März 2022 1 Woche (insgesamt 3) \| 3 \| Metejoor \| Dit is wat mijn mama zei Niels Geusebroek, Joris van Rossem, Mischa C. Dirksen \| – \| \| 12. März 2022 – 18. März 2022 1 Woche (insgesamt 2) \| 2 \| Stromae \| L’enfer Paul Van Haver \| – \| \| 19. März 2022 – 25. März 2022 1 Woche (insgesamt 3) \| 3 \| Metejoor \| Dit is wat mijn mama zei Niels Geusebroek, Joris van Rossem, Mischa C. Dirksen \| – \| \| 26. März 2022 – 1. April 2022 1 Woche \| 1 \| Jaap Reesema \| Mijn kleine presidentje Jaap Siewertsz van Reesema, Joren Johannes van der Voort, Lars Sebastiaan Bos, Wessel J. van Deursen \| – \| \| 2. April 2022 – 8. April 2022 1 Woche (insgesamt 3) \| 3 \| Metejoor \| Dit is wat mijn mama zei Niels Geusebroek, Joris van Rossem, Mischa C. Dirksen \| – \| \| 9. April 2022 – 20. Mai 2022 6 Wochen (insgesamt 14) \| 14 \| Harry Styles \| As It Was Harry Edward Styles, Thomas Edward Percy Hull, Tyler Sam Johnson \| – \| \| 21. Mai 2022 – 27. Mai 2022 1 Woche \| 1 \| Jérémie Makiese \| Miss You Kevin Mike Josuem Gbaguidi, Jérémie Makiese, Silvio Tristan Lisbonne, Manon Lisa Romiti, Paul Henri Théodore Penel \| Obwohl das Lied nur Platz 19 erreicht hat, steigt der belgische Beitrag zum Eurovision Song Contest 2022 nach dem Finale in Flandern auf 1 und in der Wallonie auf 3. \| \| 28. Mai 2022 – 22. Juli 2022 8 Wochen (insgesamt 14) \| 14 \| Harry Styles \| As It Was Harry Edward Styles, Thomas Edward Percy Hull, Tyler Sam Johnson \| – \| \| 23. Juli 2022 – 12. August 2022 3 Wochen \| 3 \| James Hype & Miggy Dela Rosa \| Ferrari James Edward Lee Marsland, Joshua Alexander Grimmett, Johannes Wolstenholme Shore, Taurian Adonis Shropshire, Frank Romano, Michael Carlos Jones, Michèle Carmine Dato, Chauncey Lamont Hawkins, Sean John Combs, Mario Mendell Winans \| – \| \| 13. August 2022 – 19. August 2022 1 Woche \| 1 \| Pommelien Thijs \| Ongewoon Sasha Remi Sebastony Rangas, Maxine Van Breukelen, Pommelien Thijs, Stefanus Cornelis Maria van Leijsen \| – \| \| 20. August 2022 – 7. Oktober 2022 7 Wochen \| 7 \| Rosa Linn \| Snap Jeremy Dussolliet, Roza Kostandyan, Lawrence Michael Principato, Allison R. Crystal, Tamar Mardirossian, Courtney Dayle Harrell \| Monate zuvor erreichte die Armenierin beim ESC Platz 20, TikTok machte das Lied zum weltweiten Hit mit besonderem Erfolg in Flandern. \| \| 8. Oktober 2022 – 11. November 2022 5 Wochen (insgesamt 6) \| 6 \| David Guetta & Bebe Rexha \| I’m Good (Blue) Bleta Rexha, Pierre David Guetta, Camille Angelina Purcell, Massimo Gabutti, Maurizio Lobina, Gianfranco Randone, Philip John Plested \| – \| \| 12. November 2022 – 18. November 2022 1 Woche (insgesamt 6) \| 6 \| Taylor Swift \| Anti-Hero Taylor Alison Swift, Jack Michael Antonoff \| – \| \| 19. November 2022 – 25. November 2022 1 Woche (insgesamt 6) \| 6 \| David Guetta & Bebe Rexha \| I’m Good (Blue) Bleta Rexha, Pierre David Guetta, Camille Angelina Purcell, Massimo Gabutti, Maurizio Lobina, Gianfranco Randone, Philip John Plested \| – \| \| 26. November 2022 – 9. Dezember 2022 2 Wochen \| 2 \| Oscar and the Wolf \| Warrior Jan Maarschalk Lemmens, Luca Pecoraro, Max Colombie, Stijn Marc L. Smet \| Nach drei Nummer-eins-Alben ist dies die erste Nummer-eins-Single des Musikprojekts von Max Colombie. \| \| 10. Dezember 2022 – 30. Dezember 2022 3 Wochen (insgesamt 6) \| 6 \| Taylor Swift \| Anti-Hero Taylor Alison Swift, Jack Michael Antonoff \| – \| \| 31. Dezember 2022 – 6. Januar 2023 1 Woche \| 1 \| Mariah Carey \| All I Want for Christmas Is You Walter N. Afanasieff, Mariah Carey \| – \| |                                                  |                                                  | | |
| ← 2021 |                                                  |                                                  | | → 2023 → |
| Zeitraum | Wo. ges.                                         | Interpret                                        | Titel Autor(en) | Zusätzliche Informationen |
| (Zeitraum, Wochen auf Platz eins, Interpret, Titel, Autor[en], zusätzliche Informationen) |                                                  |                                                  | | |
| 1. Januar 2022 – 7. Januar 2022 1 Woche | 1                                                | Elton John & Ed Sheeran                          | Merry Christmas Edward Christopher Sheeran, Elton John | – |
| 8. Januar 2022 – 21. Januar 2022 2 Wochen (insgesamt 11) | 11                                               | Adele                                            | Easy on Me Gregory Allen Kurstin, Adele Laurie Blue Adkins | – |
| 22. Januar 2022 – 28. Januar 2022 1 Woche (insgesamt 2) | 2                                                | Stromae                                          | L’enfer Paul Van Haver | – |
| 29. Januar 2022 – 4. März 2022 5 Wochen | 5                                                | Meau                                             | Dat heb jij gedaan Meau Hewitt | – |
| 5. März 2022 – 11. März 2022 1 Woche (insgesamt 3) | 3                                                | Metejoor                                         | Dit is wat mijn mama zei Niels Geusebroek, Joris van Rossem, Mischa C. Dirksen | – |
| 12. März 2022 – 18. März 2022 1 Woche (insgesamt 2) | 2                                                | Stromae                                          | L’enfer Paul Van Haver | – |
| 19. März 2022 – 25. März 2022 1 Woche (insgesamt 3) | 3                                                | Metejoor                                         | Dit is wat mijn mama zei Niels Geusebroek, Joris van Rossem, Mischa C. Dirksen | – |
| 26. März 2022 – 1. April 2022 1 Woche | 1                                                | Jaap Reesema                                     | Mijn kleine presidentje Jaap Siewertsz van Reesema, Joren Johannes van der Voort, Lars Sebastiaan Bos, Wessel J. van Deursen | – |
| 2. April 2022 – 8. April 2022 1 Woche (insgesamt 3) | 3                                                | Metejoor                                         | Dit is wat mijn mama zei Niels Geusebroek, Joris van Rossem, Mischa C. Dirksen | – |
| 9. April 2022 – 20. Mai 2022 6 Wochen (insgesamt 14) | 14                                               | Harry Styles                                     | As It Was Harry Edward Styles, Thomas Edward Percy Hull, Tyler Sam Johnson | – |
| 21. Mai 2022 – 27. Mai 2022 1 Woche | 1                                                | Jérémie Makiese                                  | Miss You Kevin Mike Josuem Gbaguidi, Jérémie Makiese, Silvio Tristan Lisbonne, Manon Lisa Romiti, Paul Henri Théodore Penel | Obwohl das Lied nur Platz 19 erreicht hat, steigt der belgische Beitrag zum Eurovision Song Contest 2022 nach dem Finale in Flandern auf 1 und in der Wallonie auf 3. |
| 28. Mai 2022 – 22. Juli 2022 8 Wochen (insgesamt 14) | 14                                               | Harry Styles                                     | As It Was Harry Edward Styles, Thomas Edward Percy Hull, Tyler Sam Johnson | – |
| 23. Juli 2022 – 12. August 2022 3 Wochen | 3                                                | James Hype & Miggy Dela Rosa                     | Ferrari James Edward Lee Marsland, Joshua Alexander Grimmett, Johannes Wolstenholme Shore, Taurian Adonis Shropshire, Frank Romano, Michael Carlos Jones, Michèle Carmine Dato, Chauncey Lamont Hawkins, Sean John Combs, Mario Mendell Winans | – |
| 13. August 2022 – 19. August 2022 1 Woche | 1                                                | Pommelien Thijs                                  | Ongewoon Sasha Remi Sebastony Rangas, Maxine Van Breukelen, Pommelien Thijs, Stefanus Cornelis Maria van Leijsen | – |
| 20. August 2022 – 7. Oktober 2022 7 Wochen | 7                                                | Rosa Linn                                        | Snap Jeremy Dussolliet, Roza Kostandyan, Lawrence Michael Principato, Allison R. Crystal, Tamar Mardirossian, Courtney Dayle Harrell | Monate zuvor erreichte die Armenierin beim ESC Platz 20, TikTok machte das Lied zum weltweiten Hit mit besonderem Erfolg in Flandern.                                 |
| 8. Oktober 2022 – 11. November 2022 5 Wochen (insgesamt 6) | 6                                                | David Guetta & Bebe Rexha                        | I’m Good (Blue) Bleta Rexha, Pierre David Guetta, Camille Angelina Purcell, Massimo Gabutti, Maurizio Lobina, Gianfranco Randone, Philip John Plested                                                                                          | – |
| 12. November 2022 – 18. November 2022 1 Woche (insgesamt 6) | 6                                                | Taylor Swift                                     | Anti-Hero Taylor Alison Swift, Jack Michael Antonoff | – |
| 19. November 2022 – 25. November 2022 1 Woche (insgesamt 6) | 6                                                | David Guetta & Bebe Rexha                        | I’m Good (Blue) Bleta Rexha, Pierre David Guetta, Camille Angelina Purcell, Massimo Gabutti, Maurizio Lobina, Gianfranco Randone, Philip John Plested                                                                                          | – |
| 26. November 2022 – 9. Dezember 2022 2 Wochen | 2                                                | Oscar and the Wolf                               | Warrior Jan Maarschalk Lemmens, Luca Pecoraro, Max Colombie, Stijn Marc L. Smet | Nach drei Nummer-eins-Alben ist dies die erste Nummer-eins-Single des Musikprojekts von Max Colombie.                                                                 |
| 10. Dezember 2022 – 30. Dezember 2022 3 Wochen (insgesamt 6) | 6                                                | Taylor Swift                                     | Anti-Hero Taylor Alison Swift, Jack Michael Antonoff | – |
| 31. Dezember 2022 – 6. Januar 2023 1 Woche | 1                                                | Mariah Carey                                     | All I Want for Christmas Is You Walter N. Afanasieff, Mariah Carey | – |

### Alben
| ← 2021 ← | Liste der Nummer-eins-Hits in Belgien (Flandern) | Liste der Nummer-eins-Hits in Belgien (Flandern) | Liste der Nummer-eins-Hits in Belgien (Flandern) | 2023 → |
| \| Zeitraum \| Wo. ges. \| Interpret \| Titel \| Zusätzliche Informationen \| \| (Zeitraum, Wochen auf Platz eins, Interpret, Titel, zusätzliche Informationen) \| \| \| \| \| \| ------------------------------------------------------------------------------ \| -------- \| --------------- \| ----------------------------------- \| ------------------------------------------------------------------------------------------------------------- \| \| 25. Dezember 2021 – 4. Februar 2022 6 Wochen (insgesamt 7) \| 7 \| K3 \| Waterval \| – \| \| 5. Februar 2022 – 11. Februar 2022 1 Woche \| 1 \| Lil Kleine \| Ibiza Stories \| – \| \| 12. Februar 2022 – 18. Februar 2022 1 Woche (insgesamt 7) \| 7 \| K3 \| Waterval \| – \| \| 19. Februar 2022 – 11. März 2022 3 Wochen (insgesamt 4) \| 4 \| Metejoor \| Metejoor \| – \| \| 12. März 2022 – 1. April 2022 3 Wochen \| 3 \| Stromae \| Multitude \| – \| \| 2. April 2022 – 15. April 2022 2 Wochen (insgesamt 3) \| 3 \| Clouseau \| Jonge wolven \| – \| \| 16. April 2022 – 29. April 2022 2 Wochen \| 2 \| #LikeMe Cast \| #LikeMe – Seizoen 3 \| – \| \| 30. April 2022 – 6. Mai 2022 1 Woche (insgesamt 3) \| 3 \| Clouseau \| Jonge wolven \| – \| \| 7. Mai 2022 – 13. Mai 2022 1 Woche \| 1 \| Rammstein \| Zeit \| – \| \| 14. Mai 2022 – 20. Mai 2022 1 Woche \| 1 \| Maksim \| Maksim \| – \| \| 21. Mai 2022 – 27. Mai 2022 1 Woche \| 1 \| Kendrick Lamar \| Mr. Morale & the Big Steppers \| – \| \| 28. Mai 2022 – 17. Juni 2022 3 Wochen (insgesamt 7) \| 7 \| Harry Styles \| Harry’s House \| – \| \| 18. Juni 2022 – 24. Juni 2022 1 Woche \| 1 \| BTS \| Proof \| – \| \| 25. Juni 2022 – 1. Juli 2022 1 Woche \| 1 \| Stikstof \| Moeras \| – \| \| 2. Juli 2022 – 5. August 2022 5 Wochen (insgesamt 7) \| 7 \| Harry Styles \| Harry’s House \| – \| \| 6. August 2022 – 26. August 2022 3 Wochen \| 3 \| Beyoncé \| Renaissance \| – \| \| 27. August 2022 – 2. September 2022 1 Woche \| 1 \| Madonna \| Finally Enough Love: 50 Number Ones \| – \| \| 3. September 2022 – 16. September 2022 2 Wochen (insgesamt 13) \| 13 \| Camille \| SOS \| – \| \| 17. September 2022 – 23. September 2022 1 Woche \| 1 \| Blackwave. \| No Sleep in LA \| – \| \| 24. September 2022 – 30. September 2022 1 Woche (insgesamt 13) \| 13 \| Camille \| SOS \| – \| \| 1. Oktober 2022 – 7. Oktober 2022 1 Woche \| 1 \| Tamino \| Sahar \| – \| \| 8. Oktober 2022 – 28. Oktober 2022 3 Wochen \| 3 \| Arno \| Opex \| Posthum steht der im April 2022 verstorbene Musiker zum vierten Mal an der Spitze der flämischen Albumcharts. \| \| 29. Oktober 2022 – 18. November 2022 3 Wochen \| 3 \| Taylor Swift \| Midnights \| – \| \| 19. November 2022 – 25. November 2022 1 Woche \| 1 \| Louis Tomlinson \| Faith in the Future \| – \| \| 26. November 2022 – 9. Dezember 2022 2 Wochen \| 2 \| K3 \| Vleugels \| – \| \| 10. Dezember 2022 – 27. Januar 2023 7 Wochen (insgesamt 13) \| 13 \| Camille \| SOS \| – \| |                                                  |                                                  |                                                  | |
| ← 2021 |                                                  |                                                  |                                                  | → 2023 → |
| Zeitraum | Wo. ges.                                         | Interpret                                        | Titel                                            | Zusätzliche Informationen                                                                                     |
| (Zeitraum, Wochen auf Platz eins, Interpret, Titel, zusätzliche Informationen) |                                                  |                                                  |                                                  | |
| 25. Dezember 2021 – 4. Februar 2022 6 Wochen (insgesamt 7) | 7                                                | K3                                               | Waterval                                         | – |
| 5. Februar 2022 – 11. Februar 2022 1 Woche | 1                                                | Lil Kleine                                       | Ibiza Stories                                    | – |
| 12. Februar 2022 – 18. Februar 2022 1 Woche (insgesamt 7) | 7                                                | K3                                               | Waterval                                         | – |
| 19. Februar 2022 – 11. März 2022 3 Wochen (insgesamt 4) | 4                                                | Metejoor                                         | Metejoor                                         | – |
| 12. März 2022 – 1. April 2022 3 Wochen | 3                                                | Stromae                                          | Multitude                                        | – |
| 2. April 2022 – 15. April 2022 2 Wochen (insgesamt 3) | 3                                                | Clouseau                                         | Jonge wolven                                     | – |
| 16. April 2022 – 29. April 2022 2 Wochen | 2                                                | #LikeMe Cast                                     | #LikeMe – Seizoen 3                              | – |
| 30. April 2022 – 6. Mai 2022 1 Woche (insgesamt 3) | 3                                                | Clouseau                                         | Jonge wolven                                     | – |
| 7. Mai 2022 – 13. Mai 2022 1 Woche | 1                                                | Rammstein                                        | Zeit                                             | – |
| 14. Mai 2022 – 20. Mai 2022 1 Woche | 1                                                | Maksim                                           | Maksim                                           | – |
| 21. Mai 2022 – 27. Mai 2022 1 Woche | 1                                                | Kendrick Lamar                                   | Mr. Morale & the Big Steppers                    | – |
| 28. Mai 2022 – 17. Juni 2022 3 Wochen (insgesamt 7) | 7                                                | Harry Styles                                     | Harry’s House                                    | – |
| 18. Juni 2022 – 24. Juni 2022 1 Woche | 1                                                | BTS                                              | Proof                                            | – |
| 25. Juni 2022 – 1. Juli 2022 1 Woche | 1                                                | Stikstof                                         | Moeras                                           | – |
| 2. Juli 2022 – 5. August 2022 5 Wochen (insgesamt 7) | 7                                                | Harry Styles                                     | Harry’s House                                    | – |
| 6. August 2022 – 26. August 2022 3 Wochen | 3                                                | Beyoncé                                          | Renaissance                                      | – |
| 27. August 2022 – 2. September 2022 1 Woche | 1                                                | Madonna                                          | Finally Enough Love: 50 Number Ones              | – |
| 3. September 2022 – 16. September 2022 2 Wochen (insgesamt 13) | 13                                               | Camille                                          | SOS                                              | – |
| 17. September 2022 – 23. September 2022 1 Woche | 1                                                | Blackwave.                                       | No Sleep in LA                                   | – |
| 24. September 2022 – 30. September 2022 1 Woche (insgesamt 13) | 13                                               | Camille                                          | SOS                                              | – |
| 1. Oktober 2022 – 7. Oktober 2022 1 Woche | 1                                                | Tamino                                           | Sahar                                            | – |
| 8. Oktober 2022 – 28. Oktober 2022 3 Wochen | 3                                                | Arno                                             | Opex                                             | Posthum steht der im April 2022 verstorbene Musiker zum vierten Mal an der Spitze der flämischen Albumcharts. |
| 29. Oktober 2022 – 18. November 2022 3 Wochen | 3                                                | Taylor Swift                                     | Midnights                                        | – |
| 19. November 2022 – 25. November 2022 1 Woche | 1                                                | Louis Tomlinson                                  | Faith in the Future                              | – |
| 26. November 2022 – 9. Dezember 2022 2 Wochen | 2                                                | K3                                               | Vleugels                                         | – |
| 10. Dezember 2022 – 27. Januar 2023 7 Wochen (insgesamt 13) | 13                                               | Camille                                          | SOS                                              | – |

### Jahreshitparaden
| ← 2021 ← | Liste der Nummer-eins-Hits in Belgien (Flandern) | Liste der Nummer-eins-Hits in Belgien (Flandern) | Liste der Nummer-eins-Hits in Belgien (Flandern) | 2023 →   |
| \| Singles \| Position# \| Alben \| \| ---------------------------------------------------------------------------------------------------------------------------------------------------------------------------------------------------------------------------------------------------------------------------- \| --------- \| -------------------------- \| \| As It Was Harry Styles Harry Edward Styles, Thomas Edward Percy Hull, Tyler Sam Johnson \| 1 \| Metejoor \| \| Dit is wat mijn mama zei Metejoor Niels Geusebroek, Joris van Rossem, Mischa C. Dirksen \| 2 \| Waterval K3 \| \| Vluchtstrook Kris Kross Amsterdam feat. Antoon & Sigourney K Brahim Fouradi, Sigourney Korper, Yukio Yuki Kempees, Kevin Bosch, Valentijn Antoon Remmert Verkerk, Sander Huisman, Jordy Huisman, Carlos J. Vrolijk, John Clifford Farrar \| 3 \| Harry’s House Harry Styles \| \| Dat heb jij gedaan Meau Meau Hewitt \| 4 \| SOS Camille \| \| Abcdefu Gayle Sara Elizabeth Davis, David Bruce Pittenger, Taylor Gayle Rutherfurd \| 5 \| Multitude Stromae \| \| Ferrari James Hype & Miggy Dela Rosa James Edward Lee Marsland, Joshua Alexander Grimmett, Johannes Wolstenholme Shore, Taurian Adonis Shropshire, Frank Romano, Michael Carlos Jones, Michèle Carmine Dato, Chauncey Lamont Hawkins, Sean Puffy Combs, Mario Mendell Winans \| 6 \| Zeit Rammstein \| \| Erop of eronder Pommelien Thijs Simon de Wit, Sasha Remi Sebastony Rangas, Pommelien Thijs, Stefanus Cornelis Maria van Leijsen \| 7 \| 30 Adele \| \| Cold Heart Elton John & Dua Lipa Dean John Meredith, Andrew John Meecham, Elton John, Bernard John P. Taupin, Nicholas George Littlemore, Peter Bruce Mayes, Samuel David Littlemore \| 8 \| Sour Olivia Rodrigo \| \| The Motto Tiësto & Ava Max Sarah Elizabeth Blanchard, Tijs Michiel Verwest, Peter John Rees Rycroft, Pablo Bowman, Claudia Valentina, Amanda Koci \| 9 \| = Ed Sheeran \| \| Heat Waves Glass Animals David Algernon Bayley \| 10 \| Jonge wolven Clouseau \| |                                                  |                                                  |                                                  |          |
| ← 2021 |                                                  |                                                  |                                                  | → 2023 → |
| Singles | Position#                                        | Alben                                            |                                                  |          |
| As It Was Harry Styles Harry Edward Styles, Thomas Edward Percy Hull, Tyler Sam Johnson | 1                                                | Metejoor                                         |                                                  |          |
| Dit is wat mijn mama zei Metejoor Niels Geusebroek, Joris van Rossem, Mischa C. Dirksen | 2                                                | Waterval K3                                      |                                                  |          |
| Vluchtstrook Kris Kross Amsterdam feat. Antoon & Sigourney K Brahim Fouradi, Sigourney Korper, Yukio Yuki Kempees, Kevin Bosch, Valentijn Antoon Remmert Verkerk, Sander Huisman, Jordy Huisman, Carlos J. Vrolijk, John Clifford Farrar | 3                                                | Harry’s House Harry Styles                       |                                                  |          |
| Dat heb jij gedaan Meau Meau Hewitt | 4                                                | SOS Camille                                      |                                                  |          |
| Abcdefu Gayle Sara Elizabeth Davis, David Bruce Pittenger, Taylor Gayle Rutherfurd | 5                                                | Multitude Stromae                                |                                                  |          |
| Ferrari James Hype & Miggy Dela Rosa James Edward Lee Marsland, Joshua Alexander Grimmett, Johannes Wolstenholme Shore, Taurian Adonis Shropshire, Frank Romano, Michael Carlos Jones, Michèle Carmine Dato, Chauncey Lamont Hawkins, Sean Puffy Combs, Mario Mendell Winans | 6                                                | Zeit Rammstein                                   |                                                  |          |
| Erop of eronder Pommelien Thijs Simon de Wit, Sasha Remi Sebastony Rangas, Pommelien Thijs, Stefanus Cornelis Maria van Leijsen | 7                                                | 30 Adele                                         |                                                  |          |
| Cold Heart Elton John & Dua Lipa Dean John Meredith, Andrew John Meecham, Elton John, Bernard John P. Taupin, Nicholas George Littlemore, Peter Bruce Mayes, Samuel David Littlemore | 8                                                | Sour Olivia Rodrigo                              |                                                  |          |
| The Motto Tiësto & Ava Max Sarah Elizabeth Blanchard, Tijs Michiel Verwest, Peter John Rees Rycroft, Pablo Bowman, Claudia Valentina, Amanda Koci | 9                                                | = Ed Sheeran                                     |                                                  |          |
| Heat Waves Glass Animals David Algernon Bayley | 10                                               | Jonge wolven Clouseau                            |                                                  |          |

## Wallonie

### Singles
| ← 2021 ← | Liste der Nummer-eins-Hits in Belgien (Wallonie) | Liste der Nummer-eins-Hits in Belgien (Wallonie) | Liste der Nummer-eins-Hits in Belgien (Wallonie) | 2023 → |
| \| Zeitraum \| Wo. ges. \| Interpret \| Titel Autor(en) \| Zusätzliche Informationen \| \| (Zeitraum, Wochen auf Platz eins, Interpret, Titel, Autor[en], zusätzliche Informationen) \| \| \| \| \| \| ----------------------------------------------------------------------------------------- \| -------- \| -------------------------- \| ---------------------------------------------------------------------------------------------------------------------------------------------------------- \| --------------------------------------------------------------------------------------------------------------------------------------------------------------------------------------------- \| \| 11. Dezember 2021 – 21. Januar 2022 6 Wochen (insgesamt 8) \| 8 \| Angèle \| Bruxelles je t’aime Angèle Aimée Joséphine Van Laeken \| – \| \| 22. Januar 2022 – 4. Februar 2022 2 Wochen (insgesamt 10) \| 10 \| Stromae \| L’enfer Paul Van Haver \| – \| \| 5. Februar 2022 – 25. Februar 2022 3 Wochen (insgesamt 4) \| 4 \| Gayle \| Abcdefu Sara Elizabeth Davis, David Bruce Pittenger, Taylor Gayle Rutherfurd \| – \| \| 26. Februar 2022 – 8. April 2022 6 Wochen (insgesamt 10) \| 10 \| Stromae \| L’enfer Paul Van Haver \| – \| \| 9. April 2022 – 15. April 2022 1 Woche (insgesamt 4) \| 4 \| Gayle \| Abcdefu Sara Elizabeth Davis, David Bruce Pittenger, Taylor Gayle Rutherfurd \| – \| \| 16. April 2022 – 29. April 2022 2 Wochen (insgesamt 10) \| 10 \| Stromae \| L’enfer Paul Van Haver \| – \| \| 30. April 2022 – 1. Juli 2022 9 Wochen \| 9 \| Harry Styles \| As It Was Harry Edward Styles, Thomas Edward Percy Hull, Tyler Sam Johnson \| – \| \| 2. Juli 2022 – 22. Juli 2022 3 Wochen \| 3 \| Fresh \| Chop Musik: Joshua Prem Rosinet, Leo Louis Christian Eynard, Louis Antoine Marie Jacoberger, Sohaib Temssamani; Text: Julien Diomi G. Aberi Moska \| Fresh aus Liège ist von der Rap-Jury aus Shay, Niska und Sch zum ersten Sieger der französischen Netflix-Show Nouvelle École gewählt worden und steigt mit seinem Debüt direkt an die Spitze. \| \| 23. Juli 2022 – 14. Oktober 2022 12 Wochen \| 12 \| Rema \| Calm Down Divine Ikubor, Alexander Osamudiame Uwaifo, Michael Ovie Hunter \| – \| \| 15. Oktober 2022 – 21. Oktober 2022 1 Woche (insgesamt 4) \| 4 \| David Guetta & Bebe Rexha \| I’m Good (Blue) Bleta Rexha, Pierre David Guetta, Camille Angelina Purcell, Massimo Gabutti, Maurizio Lobina, Gianfranco Randone, Philip John Plested \| – \| \| 22. Oktober 2022 – 4. November 2022 2 Wochen \| 2 \| OneRepublic \| I Ain’t Worried Björn Daniel Arne Yttling, Peter Andreas Morén, John Thomas Daniel Eriksson, Ryan Benjamin Tedder, Brent Michael Kutzle, Tyler Thomas Spry \| – \| \| 5. November 2022 – 18. November 2022 2 Wochen (insgesamt 4) \| 4 \| David Guetta & Bebe Rexha \| I’m Good (Blue) Bleta Rexha, Pierre David Guetta, Camille Angelina Purcell, Massimo Gabutti, Maurizio Lobina, Gianfranco Randone, Philip John Plested \| – \| \| 19. November 2022 – 2. Dezember 2022 2 Wochen \| 2 \| Sam Smith feat. Kim Petras \| Unholy Samuel Frederick Smith, Omer Fedi, James John Napier, Kim Petras, Ilya Salmanzadeh, Henry Russell Walter, Blake Slatkin \| – \| \| 3. Dezember 2022 – 23. Dezember 2022 3 Wochen \| 3 \| Rosa Linn \| Snap Jeremy Dussolliet, Roza Kostandyan, Lawrence Michael Principato, Allison R. Crystal, Tamar Mardirossian, Courtney Dayle Harrell \| Bereits im August und September war der armenische ESC-Beitrag ein Tophit in Flandern, mit Verzögerung und über den Umweg TikTok nun auch im französischsprachigen Belgien. \| \| 24. Dezember 2022 – 30. Dezember 2022 1 Woche \| 1 \| Rihanna \| Lift Me Up Ryan Coogler, Robyn Rihanna Fenty, Ludwig Emil Tomas Göransson, Temilade Anna Openiyi \| – \| \| 31. Dezember 2022 – 6. Januar 2023 1 Woche (insgesamt 2) \| 2 \| Mariah Carey \| All I Want for Christmas Is You Walter N. Afanasieff, Mariah Carey \| – \| |                                                  |                                                  | | |
| ← 2021 |                                                  |                                                  | | → 2023 → |
| Zeitraum | Wo. ges.                                         | Interpret                                        | Titel Autor(en) | Zusätzliche Informationen |
| (Zeitraum, Wochen auf Platz eins, Interpret, Titel, Autor[en], zusätzliche Informationen) |                                                  |                                                  | | |
| 11. Dezember 2021 – 21. Januar 2022 6 Wochen (insgesamt 8) | 8                                                | Angèle                                           | Bruxelles je t’aime Angèle Aimée Joséphine Van Laeken | – |
| 22. Januar 2022 – 4. Februar 2022 2 Wochen (insgesamt 10) | 10                                               | Stromae                                          | L’enfer Paul Van Haver | – |
| 5. Februar 2022 – 25. Februar 2022 3 Wochen (insgesamt 4) | 4                                                | Gayle                                            | Abcdefu Sara Elizabeth Davis, David Bruce Pittenger, Taylor Gayle Rutherfurd                                                                               | – |
| 26. Februar 2022 – 8. April 2022 6 Wochen (insgesamt 10) | 10                                               | Stromae                                          | L’enfer Paul Van Haver | – |
| 9. April 2022 – 15. April 2022 1 Woche (insgesamt 4) | 4                                                | Gayle                                            | Abcdefu Sara Elizabeth Davis, David Bruce Pittenger, Taylor Gayle Rutherfurd                                                                               | – |
| 16. April 2022 – 29. April 2022 2 Wochen (insgesamt 10) | 10                                               | Stromae                                          | L’enfer Paul Van Haver | – |
| 30. April 2022 – 1. Juli 2022 9 Wochen | 9                                                | Harry Styles                                     | As It Was Harry Edward Styles, Thomas Edward Percy Hull, Tyler Sam Johnson                                                                                 | – |
| 2. Juli 2022 – 22. Juli 2022 3 Wochen | 3                                                | Fresh                                            | Chop Musik: Joshua Prem Rosinet, Leo Louis Christian Eynard, Louis Antoine Marie Jacoberger, Sohaib Temssamani; Text: Julien Diomi G. Aberi Moska          | Fresh aus Liège ist von der Rap-Jury aus Shay, Niska und Sch zum ersten Sieger der französischen Netflix-Show Nouvelle École gewählt worden und steigt mit seinem Debüt direkt an die Spitze. |
| 23. Juli 2022 – 14. Oktober 2022 12 Wochen | 12                                               | Rema                                             | Calm Down Divine Ikubor, Alexander Osamudiame Uwaifo, Michael Ovie Hunter                                                                                  | – |
| 15. Oktober 2022 – 21. Oktober 2022 1 Woche (insgesamt 4) | 4                                                | David Guetta & Bebe Rexha                        | I’m Good (Blue) Bleta Rexha, Pierre David Guetta, Camille Angelina Purcell, Massimo Gabutti, Maurizio Lobina, Gianfranco Randone, Philip John Plested      | – |
| 22. Oktober 2022 – 4. November 2022 2 Wochen | 2                                                | OneRepublic                                      | I Ain’t Worried Björn Daniel Arne Yttling, Peter Andreas Morén, John Thomas Daniel Eriksson, Ryan Benjamin Tedder, Brent Michael Kutzle, Tyler Thomas Spry | – |
| 5. November 2022 – 18. November 2022 2 Wochen (insgesamt 4) | 4                                                | David Guetta & Bebe Rexha                        | I’m Good (Blue) Bleta Rexha, Pierre David Guetta, Camille Angelina Purcell, Massimo Gabutti, Maurizio Lobina, Gianfranco Randone, Philip John Plested      | – |
| 19. November 2022 – 2. Dezember 2022 2 Wochen | 2                                                | Sam Smith feat. Kim Petras                       | Unholy Samuel Frederick Smith, Omer Fedi, James John Napier, Kim Petras, Ilya Salmanzadeh, Henry Russell Walter, Blake Slatkin                             | – |
| 3. Dezember 2022 – 23. Dezember 2022 3 Wochen | 3                                                | Rosa Linn                                        | Snap Jeremy Dussolliet, Roza Kostandyan, Lawrence Michael Principato, Allison R. Crystal, Tamar Mardirossian, Courtney Dayle Harrell                       | Bereits im August und September war der armenische ESC-Beitrag ein Tophit in Flandern, mit Verzögerung und über den Umweg TikTok nun auch im französischsprachigen Belgien.                   |
| 24. Dezember 2022 – 30. Dezember 2022 1 Woche | 1                                                | Rihanna                                          | Lift Me Up Ryan Coogler, Robyn Rihanna Fenty, Ludwig Emil Tomas Göransson, Temilade Anna Openiyi                                                           | – |
| 31. Dezember 2022 – 6. Januar 2023 1 Woche (insgesamt 2) | 2                                                | Mariah Carey                                     | All I Want for Christmas Is You Walter N. Afanasieff, Mariah Carey                                                                                         | – |

### Alben
| ← 2021 ← | Liste der Nummer-eins-Hits in Belgien (Wallonie) | Liste der Nummer-eins-Hits in Belgien (Wallonie) | Liste der Nummer-eins-Hits in Belgien (Wallonie) | 2023 →                    |
| \| Zeitraum \| Wo. ges. \| Interpret \| Titel \| Zusätzliche Informationen \| \| (Zeitraum, Wochen auf Platz eins, Interpret, Titel, zusätzliche Informationen) \| \| \| \| \| \| ------------------------------------------------------------------------------ \| -------- \| --------------- \| ----------------------------------- \| ------------------------- \| \| 11. Dezember 2021 – 21. Januar 2022 6 Wochen (insgesamt 7) \| 7 \| Angèle \| Nonante-cinq \| – \| \| 22. Januar 2022 – 28. Januar 2022 1 Woche (insgesamt 2) \| 2 \| Ninho \| Jefe \| – \| \| 29. Januar 2022 – 4. Februar 2022 1 Woche (insgesamt 7) \| 7 \| Angèle \| Nonante-cinq \| – \| \| 5. Februar 2022 – 11. Februar 2022 1 Woche (insgesamt 2) \| 2 \| Ninho \| Jefe \| – \| \| 12. Februar 2022 – 25. Februar 2022 2 Wochen \| 2 \| Vald \| V \| – \| \| 26. Februar 2022 – 4. März 2022 1 Woche (insgesamt 5) \| 5 \| Orelsan \| Civilisation \| – \| \| 5. März 2022 – 11. März 2022 1 Woche \| 1 \| Scorpions \| Rock Believer \| – \| \| 12. März 2022 – 1. April 2022 3 Wochen (insgesamt 7) \| 7 \| Stromae \| Multitude \| – \| \| 2. April 2022 – 8. April 2022 1 Woche \| 1 \| Placebo \| Never Let Me Go \| – \| \| 9. April 2022 – 6. Mai 2022 4 Wochen (insgesamt 7) \| 7 \| Stromae \| Multitude \| – \| \| 7. Mai 2022 – 13. Mai 2022 1 Woche \| 1 \| Rammstein \| Zeit \| – \| \| 14. Mai 2022 – 27. Mai 2022 2 Wochen \| 2 \| Renaud \| Métèque \| – \| \| 28. Mai 2022 – 3. Juni 2022 1 Woche \| 1 \| Harry Styles \| Harry’s House \| – \| \| 4. Juni 2022 – 10. Juni 2022 1 Woche \| 1 \| Roméo Elvis \| Tout peut arriver \| – \| \| 11. Juni 2022 – 17. Juni 2022 1 Woche (insgesamt 2) \| 2 \| Jul \| Extraterrestre \| – \| \| 18. Juni 2022 – 24. Juni 2022 1 Woche \| 1 \| BTS \| Proof \| – \| \| 25. Juni 2022 – 1. Juli 2022 1 Woche (insgesamt 2) \| 2 \| Jul \| Extraterrestre \| – \| \| 2. Juli 2022 – 8. Juli 2022 1 Woche \| 1 \| Bigflo & Oli \| Les autres c’est nous \| – \| \| 9. Juli 2022 – 5. August 2022 4 Wochen (insgesamt 6) \| 6 \| Gazo \| KMT \| – \| \| 6. August 2022 – 12. August 2022 1 Woche \| 1 \| Beyoncé \| Renaissance \| – \| \| 13. August 2022 – 26. August 2022 2 Wochen (insgesamt 6) \| 6 \| Gazo \| KMT \| – \| \| 27. August 2022 – 2. September 2022 1 Woche \| 1 \| Madonna \| Finally Enough Love: 50 Number Ones \| – \| \| 3. September 2022 – 9. September 2022 1 Woche \| 1 \| Muse \| Will of the People \| – \| \| 10. September 2022 – 16. September 2022 1 Woche \| 1 \| Slimane \| Chroniques d’un cupidon \| – \| \| 17. September 2022 – 23. September 2022 1 Woche \| 1 \| Benjamin Biolay \| Saint-Clair \| – \| \| 24. September 2022 – 7. Oktober 2022 2 Wochen (insgesamt 6) \| 6 \| Lomepal \| Mauvais ordre \| – \| \| 8. Oktober 2022 – 14. Oktober 2022 1 Woche \| 1 \| Arno \| Opex \| – \| \| 15. Oktober 2022 – 28. Oktober 2022 2 Wochen (insgesamt 6) \| 6 \| Lomepal \| Mauvais ordre \| – \| \| 29. Oktober 2022 – 4. November 2022 1 Woche \| 1 \| Taylor Swift \| Midnights \| – \| \| 5. November 2022 – 18. November 2022 2 Wochen (insgesamt 5) \| 5 \| Orelsan \| Civilisation \| – \| \| 19. November 2022 – 25. November 2022 1 Woche \| 1 \| M. Pokora \| Épicentre \| – \| \| 26. November 2022 – 2. Dezember 2022 1 Woche (insgesamt 3) \| 3 \| Patrick Bruel \| Encore une fois \| – \| \| 3. Dezember 2022 – 23. Dezember 2022 3 Wochen \| 3 \| Mylène Farmer \| L’emprise \| – \| \| 24. Dezember 2022 – 6. Januar 2023 2 Wochen (insgesamt 3) \| 3 \| Patrick Bruel \| Encore une fois \| – \| |                                                  |                                                  |                                                  |                           |
| ← 2021 |                                                  |                                                  |                                                  | → 2023 →                  |
| Zeitraum | Wo. ges.                                         | Interpret                                        | Titel                                            | Zusätzliche Informationen |
| (Zeitraum, Wochen auf Platz eins, Interpret, Titel, zusätzliche Informationen) |                                                  |                                                  |                                                  |                           |
| 11. Dezember 2021 – 21. Januar 2022 6 Wochen (insgesamt 7) | 7                                                | Angèle                                           | Nonante-cinq                                     | –                         |
| 22. Januar 2022 – 28. Januar 2022 1 Woche (insgesamt 2) | 2                                                | Ninho                                            | Jefe                                             | –                         |
| 29. Januar 2022 – 4. Februar 2022 1 Woche (insgesamt 7) | 7                                                | Angèle                                           | Nonante-cinq                                     | –                         |
| 5. Februar 2022 – 11. Februar 2022 1 Woche (insgesamt 2) | 2                                                | Ninho                                            | Jefe                                             | –                         |
| 12. Februar 2022 – 25. Februar 2022 2 Wochen | 2                                                | Vald                                             | V                                                | –                         |
| 26. Februar 2022 – 4. März 2022 1 Woche (insgesamt 5) | 5                                                | Orelsan                                          | Civilisation                                     | –                         |
| 5. März 2022 – 11. März 2022 1 Woche | 1                                                | Scorpions                                        | Rock Believer                                    | –                         |
| 12. März 2022 – 1. April 2022 3 Wochen (insgesamt 7) | 7                                                | Stromae                                          | Multitude                                        | –                         |
| 2. April 2022 – 8. April 2022 1 Woche | 1                                                | Placebo                                          | Never Let Me Go                                  | –                         |
| 9. April 2022 – 6. Mai 2022 4 Wochen (insgesamt 7) | 7                                                | Stromae                                          | Multitude                                        | –                         |
| 7. Mai 2022 – 13. Mai 2022 1 Woche | 1                                                | Rammstein                                        | Zeit                                             | –                         |
| 14. Mai 2022 – 27. Mai 2022 2 Wochen | 2                                                | Renaud                                           | Métèque                                          | –                         |
| 28. Mai 2022 – 3. Juni 2022 1 Woche | 1                                                | Harry Styles                                     | Harry’s House                                    | –                         |
| 4. Juni 2022 – 10. Juni 2022 1 Woche | 1                                                | Roméo Elvis                                      | Tout peut arriver                                | –                         |
| 11. Juni 2022 – 17. Juni 2022 1 Woche (insgesamt 2) | 2                                                | Jul                                              | Extraterrestre                                   | –                         |
| 18. Juni 2022 – 24. Juni 2022 1 Woche | 1                                                | BTS                                              | Proof                                            | –                         |
| 25. Juni 2022 – 1. Juli 2022 1 Woche (insgesamt 2) | 2                                                | Jul                                              | Extraterrestre                                   | –                         |
| 2. Juli 2022 – 8. Juli 2022 1 Woche | 1                                                | Bigflo & Oli                                     | Les autres c’est nous                            | –                         |
| 9. Juli 2022 – 5. August 2022 4 Wochen (insgesamt 6) | 6                                                | Gazo                                             | KMT                                              | –                         |
| 6. August 2022 – 12. August 2022 1 Woche | 1                                                | Beyoncé                                          | Renaissance                                      | –                         |
| 13. August 2022 – 26. August 2022 2 Wochen (insgesamt 6) | 6                                                | Gazo                                             | KMT                                              | –                         |
| 27. August 2022 – 2. September 2022 1 Woche | 1                                                | Madonna                                          | Finally Enough Love: 50 Number Ones              | –                         |
| 3. September 2022 – 9. September 2022 1 Woche | 1                                                | Muse                                             | Will of the People                               | –                         |
| 10. September 2022 – 16. September 2022 1 Woche | 1                                                | Slimane                                          | Chroniques d’un cupidon                          | –                         |
| 17. September 2022 – 23. September 2022 1 Woche | 1                                                | Benjamin Biolay                                  | Saint-Clair                                      | –                         |
| 24. September 2022 – 7. Oktober 2022 2 Wochen (insgesamt 6) | 6                                                | Lomepal                                          | Mauvais ordre                                    | –                         |
| 8. Oktober 2022 – 14. Oktober 2022 1 Woche | 1                                                | Arno                                             | Opex                                             | –                         |
| 15. Oktober 2022 – 28. Oktober 2022 2 Wochen (insgesamt 6) | 6                                                | Lomepal                                          | Mauvais ordre                                    | –                         |
| 29. Oktober 2022 – 4. November 2022 1 Woche | 1                                                | Taylor Swift                                     | Midnights                                        | –                         |
| 5. November 2022 – 18. November 2022 2 Wochen (insgesamt 5) | 5                                                | Orelsan                                          | Civilisation                                     | –                         |
| 19. November 2022 – 25. November 2022 1 Woche | 1                                                | M. Pokora                                        | Épicentre                                        | –                         |
| 26. November 2022 – 2. Dezember 2022 1 Woche (insgesamt 3) | 3                                                | Patrick Bruel                                    | Encore une fois                                  | –                         |
| 3. Dezember 2022 – 23. Dezember 2022 3 Wochen | 3                                                | Mylène Farmer                                    | L’emprise                                        | –                         |
| 24. Dezember 2022 – 6. Januar 2023 2 Wochen (insgesamt 3) | 3                                                | Patrick Bruel                                    | Encore une fois                                  | –                         |

### Jahreshitparaden
| ← 2021 ← | Liste der Nummer-eins-Hits in Belgien (Wallonie) | Liste der Nummer-eins-Hits in Belgien (Wallonie) | Liste der Nummer-eins-Hits in Belgien (Wallonie) | 2023 →   |
| \| Singles \| Position# \| Alben \| \| ------------------------------------------------------------------------------------------------------------------------------------------------------------------------------------------------------------------------------- \| --------- \| --------------------- \| \| As It Was Harry Styles Harry Edward Styles, Thomas Edward Percy Hull, Tyler Sam Johnson \| 1 \| Multitude Stromae \| \| Calm Down Rema Divine Ikubor, Alexander Osamudiame Uwaifo, Michael Ovie Hunter \| 2 \| Civilisation Orelsan \| \| Abcdefu Gayle Sara Elizabeth Davis, David Bruce Pittenger, Taylor Gayle Rutherfurd \| 3 \| Nonante-cinq Angèle \| \| L’enfer Stromae Paul Van Haver \| 4 \| Jefe Ninho \| \| Bam Bam Camila Cabello feat. Ed Sheeran Karla Camila Cabello Estrabao, Ezequiel Cheche Alara, Edward Christopher Sheeran, Edgar Barrera, Eric Burton Frederic, Scott Harris Friedman, Juan Fernando Fonseca Carrera \| 5 \| Mauvais ordre Lomepal \| \| Démons Angèle feat. Damso Tristan Romain Imre Salvati, Angèle Aimée Joséphine Van Laeken, William Kalubi Mwamba \| 6 \| Ipséité Damso \| \| Un jour je marierai un ange Pierre de Maere Pierre Étienne de Maere d’Aertrycke \| 7 \| Deux frères PNL \| \| La quête Orelsan Musik: Adam Preau, Matthieu Le Carpentier; Text: Aurélien Cotentin \| 8 \| QALF Damso \| \| La fama Rosalía feat. the Weeknd Abel Tesfaye, Pablo Díaz-Reixa Díaz, Adam King Feeney, Noah D. Goldstein, Marcos Efraín Masís Fernández, Alejandro Ramírez Suarez, David Andres Rodríguez, Rosalía Vila Tobella, Dylan Wiggins \| 9 \| KMT Gazo \| \| Enemy Imagine Dragons feat. JID Daniel Coulter Reynolds, Daniel Wayne Sermon, Benjamin Arthur McKee, Daniel Platzman, Destin Choice Route, Mattias Per Larsson, Robin Lennart Fredriksson, Justin Drew Tranter \| 10 \| Jeannine Lomepal \| |                                                  |                                                  |                                                  |          |
| ← 2021 |                                                  |                                                  |                                                  | → 2023 → |
| Singles | Position#                                        | Alben                                            |                                                  |          |
| As It Was Harry Styles Harry Edward Styles, Thomas Edward Percy Hull, Tyler Sam Johnson | 1                                                | Multitude Stromae                                |                                                  |          |
| Calm Down Rema Divine Ikubor, Alexander Osamudiame Uwaifo, Michael Ovie Hunter | 2                                                | Civilisation Orelsan                             |                                                  |          |
| Abcdefu Gayle Sara Elizabeth Davis, David Bruce Pittenger, Taylor Gayle Rutherfurd | 3                                                | Nonante-cinq Angèle                              |                                                  |          |
| L’enfer Stromae Paul Van Haver | 4                                                | Jefe Ninho                                       |                                                  |          |
| Bam Bam Camila Cabello feat. Ed Sheeran Karla Camila Cabello Estrabao, Ezequiel Cheche Alara, Edward Christopher Sheeran, Edgar Barrera, Eric Burton Frederic, Scott Harris Friedman, Juan Fernando Fonseca Carrera | 5                                                | Mauvais ordre Lomepal                            |                                                  |          |
| Démons Angèle feat. Damso Tristan Romain Imre Salvati, Angèle Aimée Joséphine Van Laeken, William Kalubi Mwamba | 6                                                | Ipséité Damso                                    |                                                  |          |
| Un jour je marierai un ange Pierre de Maere Pierre Étienne de Maere d’Aertrycke | 7                                                | Deux frères PNL                                  |                                                  |          |
| La quête Orelsan Musik: Adam Preau, Matthieu Le Carpentier; Text: Aurélien Cotentin | 8                                                | QALF Damso                                       |                                                  |          |
| La fama Rosalía feat. the Weeknd Abel Tesfaye, Pablo Díaz-Reixa Díaz, Adam King Feeney, Noah D. Goldstein, Marcos Efraín Masís Fernández, Alejandro Ramírez Suarez, David Andres Rodríguez, Rosalía Vila Tobella, Dylan Wiggins | 9                                                | KMT Gazo                                         |                                                  |          |
| Enemy Imagine Dragons feat. JID Daniel Coulter Reynolds, Daniel Wayne Sermon, Benjamin Arthur McKee, Daniel Platzman, Destin Choice Route, Mattias Per Larsson, Robin Lennart Fredriksson, Justin Drew Tranter | 10                                               | Jeannine Lomepal                                 |                                                  |          |